# Pavona diminuta
Pavona diminuta is een rifkoralensoort uit de familie van de Agariciidae. De wetenschappelijke naam van de soort is voor het eerst geldig gepubliceerd door Veron.